# プラヌラ
プラヌラ (英: planula)は刺胞動物に共通の幼生形である。プラヌラ幼生と呼ぶこともある。胞胚壁の細胞の一部が、陥入 (invagination)、極増法 (polarization)による移入、葉裂 (delamination)などにより胞胚腔内に入り、胞胚腔の一部または全部を埋めてできる。細長い楕円体で口を持たない。体表の細胞には繊毛を生じ、繊毛によりしばらく遊泳した後に基底に着床し、口や触手を形成して小型のポリプとなる。有櫛動物にもプラヌラ幼生期を持つものがいる。

## 各動物におけるプラヌラ幼生
刺胞動物はヒドロ虫綱、ポリポディウム綱、箱虫綱、十文字クラゲ綱、鉢虫綱及び花虫綱の6綱に分類される。また、かつては刺胞動物と共に腔腸動物とされた有櫛動物にもプラヌラをつくるものがいる。

### ヒドロ虫綱
ヒドロ虫綱は一般に中空胞胚期から嚢胚期になると、プラヌラとして遊泳する。プラヌラは遊泳しながら次第に発達してゆき、長楕円形になって前端に感覚細胞と腺細胞が発達してくる。多くのプラヌラはしばらく遊泳した後、前端で他物に付着し変態を行う。種類によっては卵がプラヌラになるまで生殖体の中で保護される。また、更に後の時期までも保育を受け、プラヌラの時期をもたないものもある。
プラヌラが遊泳生活を送らない（プラヌラ幼生期がない）ベニクダウミヒドラ Ectopleura crocea (Agassiz, 1862) [クダウミヒドラ syn. Tubularia mesembryanthemum Allman, 1871として知られる]などでは、プラヌラが母体の生殖体 (gonophore)内で口盤、足盤、触手、口を形成し、アクチヌラ (actinula)となってから生殖体を抜け出す。アクチヌラは触手を用いてしばらく水中を泳ぎ、ほかの物の表面を歩行後、基底に付着して若いポリプとなる。
カギノテクラゲ Gonionemus vertens A. Agassiz, 1862では、胞胚に葉裂法により内胚葉が形成されると同時に外胚葉に繊毛が生じ、プラヌラとなる。プラヌラは繊毛を用いて卵殻内で回転し、回転を1時間程度繰り返すと卵殻が破れ外に出てきて0.1 mm以上に形が長くなる。泳ぎ出るのは受精後12時間程度で、その後数日泳いでいるが、そのうちに底面に下り、繊毛を失って這うようになり、ポリプへと変化していく。
カツオノカンムリ Velellaやギンカクラゲ Porpitaなどの盤泳類 Disconectaeの幼生には最も若い気泡体を作らない時期のコナリア (conaria)とその次の段階で気泡体を作って海面に浮かぶラタリア (rataria)がある。コナリアは中腔がありほぼ球形で、この上部に後に気泡体となる少し層の厚い部分があり、残りの球形の部分は第一の栄養体となる。コナリアは深海に沈んでラタリアになると再び海表に浮かぶ。ラタリアの体はほぼ球形で大きな腔腸を持ち、変態して成体となる。

### 十文字クラゲ綱
十文字クラゲ類のプラヌラは遊泳能力を持たない。
シャンデリアクラゲ Thaumatoscyphus distinctusでは、受精後30-40時間後、内胚葉が形成されたのちに外胚葉細胞が次第に扁平になって外層に並び、内胚葉細胞は空胞のある比較的大型の細胞となって中央に縦に一列に並ぶようなる。このころに、受精の際に形成された薄い卵膜を破って外に出て、プラヌラを生じる。本種のプラヌラは蠕虫形で外胚葉は少数の扁平な細胞からなり、内胚葉細胞も多少扁平でその核は細胞の中央にあって、核の周りは原形質が他より少し厚い。中に全く空洞がなく、外胚葉に全くの繊毛を欠くため他のプラヌラとは明確に異なる。外胚葉に繊毛がないため泳ぐことはなく、ミミズのような蠕虫のように底を匍匐する。匍匐運動では内胚葉・外胚葉両方の収縮と伸長を繰り返し、外胚葉細胞が収縮するとき外胚葉細胞から小さな原形質突起が外側へ出されるのが見られる。このようなプラヌラはよく集まって塊を形成していることが多く、小さな砂粒や珪藻片などからできた殻に包まれているのが観察される。
アサガオクラゲ Haliclystusやササキクラゲ Sasakiellaでは上記のシャンデリアクラゲの発生より後の段階も判明している。プラヌラはやがて着生し半球状になるが、この固着したプラヌラは変態前に無性的に出芽する。出芽したプラヌラは正常に発達して半球状の細胞塊になり、変態してポリプとなる。

### 箱虫綱
立方クラゲ類（箱虫類）の発生は十文字クラゲ類と共通の特徴を持っているが、あまりよく分かっていない。アンドンクラゲ Charybdeaではプラヌラ及び鉢ポリプを生じることが知られている。アンドンクラゲの嚢胚はやがて表面に繊毛を生じプラヌラとなる。本種のプラヌラは小さく、洋梨型で体の中央に色素胞を有し、2-3日泳いだ後に着生して繊毛を失い平板状の細胞塊となる。

### 鉢虫綱

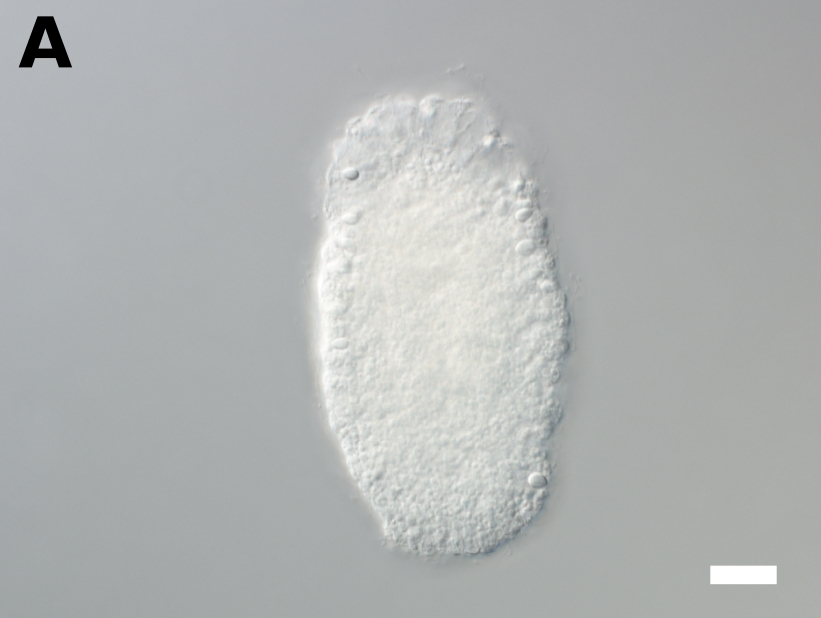
のプラヌラ幼生。

鉢クラゲ類（鉢虫類）はプラヌラからポリプが発達した後、ストロビラ (strobila)となり、それが幼クラゲのエフィラ (ephyra)を無性的に生じる。
ミズクラゲ Aurelia aurita (Linnaeus, 1758)では雄の生殖腺下腔 (subgenital pit)から精子が放出され、雌の生殖腺下腔に侵入して胃腔内で卵が受精し、プラヌラになるまでそこで発生を進める。プラヌラになると、やがて口から出ても母体の口腕 (oral arms)縁や縁触手などの上に付着している。嚢胚が卵形に変わり、幅の広い先端と少しとがった後部が区別できるようになるころに、外胚葉に繊毛が生じ、プラヌラとなって海水中へ泳ぎだす。プラヌラは中に小腔を有し、体表の外肺葉には刺胞、感覚細胞、腺細胞などが分化し、内胚葉細胞は大型の空胞をもつ。4-5日間海水中を遊泳し、やがて繊毛を失ってその広い先端を基として底面に付着し、そこから足盤状のものを作ってその部分の外胚葉細胞が粘液を分泌して固着する。

### 花虫綱

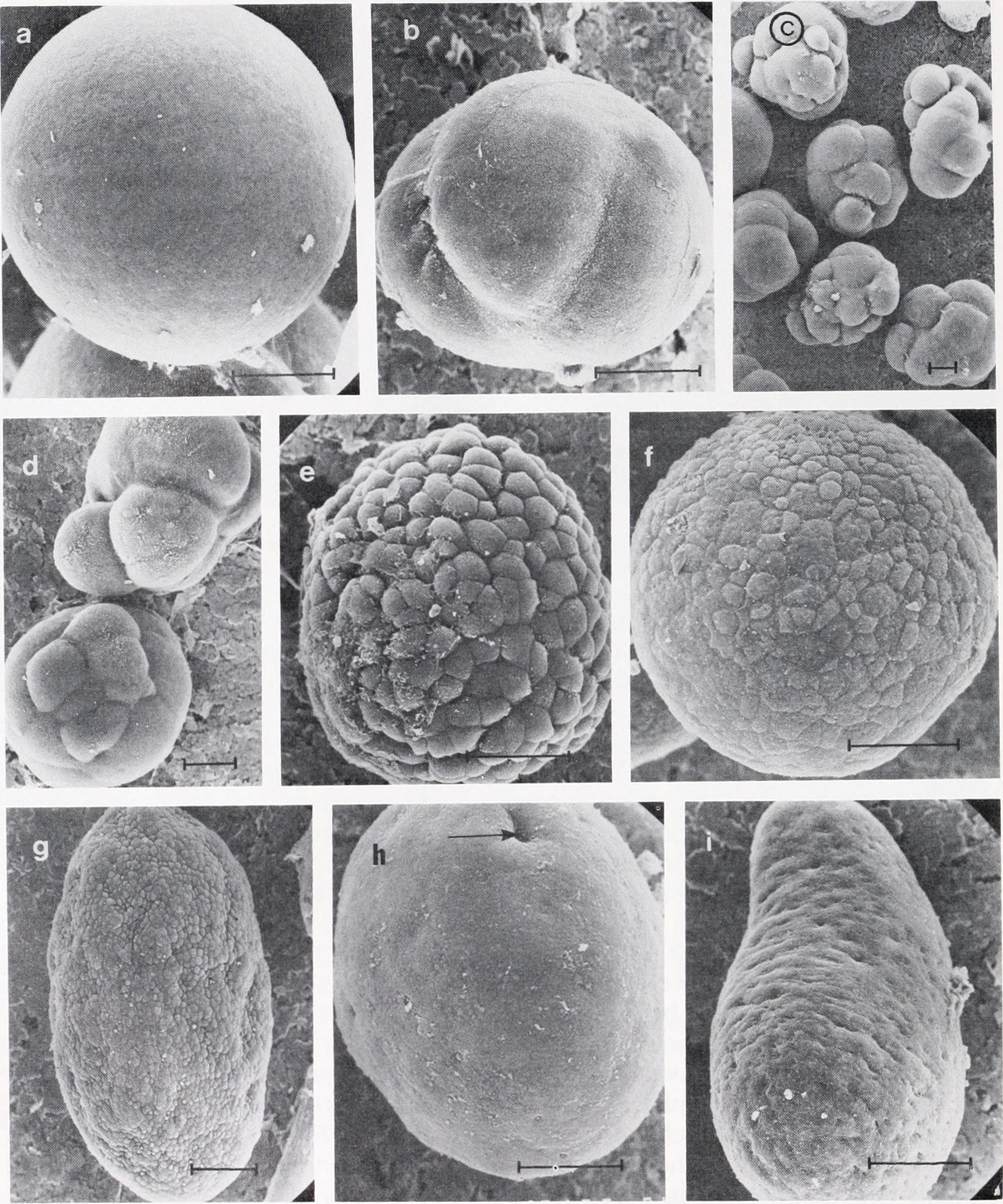
の発生。hは若いプラヌラでiは成熟したプラヌラ。

花虫綱はクラゲにならず、ポリプ型のみである。受精した卵はプラヌラに発達し、着生してポリプとなる。発生において、陥入により内胚葉を形成するときは卵割腔に卵黄が残ることが多いが、プラヌラになるころには吸収される。プラヌラは数日間海中を泳いでいるが、出芽或いは分裂して群体を作ることもある。イソギンチャク目 Actiniaria のプラヌラは長い繊毛束を持つことが特徴で、隔膜が発達してきて8個となるこの時期をエドワルシア期 Edwarsiaという。プラヌラができて6-7日の間に底面へ下って付着する。
ウメボシイソギンチャク Actinia equina (Linnaeus, 1758)やコモチイソギンチャク Epiactis prolifera Verrill, 1869はプラヌラ幼生期を省略する。
スナギンチャク類のうち、SphenopusおよびPalythoaの幼生はゾアンチナ (ゾアンティナ、zoanthina)と呼ばれ、体は紡錘形で伸縮性に富む。口の後方に明瞭な繊毛環があり、それにより前後の2部に分かれている。中膠内に褐虫藻が共生している。
Isozoanthusの浮遊幼生はゾアンテラ (zoanthella)と呼ばれ、長い蠕虫形で前端の口から体の後方に向かう顕著な繊毛列がある。ゾアンチナと同様に中膠内に褐虫藻が共生している。ゾアンテラ、ゾアンチナ共に正体が分かっていなかった頃はゼンパー幼生 (Semper's larva)と呼ばれていた。

### 有櫛動物
クシクラゲ類は一般にプラヌラにならないが、寄生性のヤドリクシクラゲ Lampea pancerina (Chun, 1879) ではプラヌラが知られている。

## プラヌラ起原説
プラヌラ起原説 (planula theory)は異なる2つの説を指す。1つは海綿動物を除く後生動物の共通祖先をプラヌラに似た仮想動物であるとする説で、Hyman (1940)がガストレア起原説の欠点を補うものとして提唱したものである。もう一つはvon Graaf (1882)が提唱した扁形動物の起源をプラヌラに求める説で、当時扁形動物と考えられていた無腸動物を最も原始的であると初めて認め、それがプラヌラと形態的に類似するとしてプラヌラ様動物 (planuloid)から無腸類様動物 (acoeloid)への移行を主張した。